# Brian Cornell
Brian C. Cornell, född 1958, är en amerikansk företagsledare som är styrelseordförande och VD för det amerikanska detaljhandelsföretaget Target Corporation sedan den 12 augusti 2014. Han sitter också som styrelseordförande för förvaltningsbolaget Yum! Brands och ledamot i styrelsen för branschorganisationen National Retail Federation.
Cornell har tidigare varit CMO och exekutiv vicepresident för snabbköpskedjan Safeway; ledamot i koncernstyrelsen för detaljhandelsföretaget Home Depot; VD för Walmarts dotterbolag Sam's Club; ledamot i koncernstyrelsen för Polaris Industries samt VD för Pepsicos dotterbolag Pepsico Americas Foods.
Han avlade en kandidatexamen vid University of California, Los Angeles och en chefsutbildning vid UCLA Anderson School of Management.